# Самсон и Далила (картина Рубенса)
«Самсо́н и Дали́ла» — картина фламандского художника Питера Пауля Рубенса, написанная около 1609 года. Многие эксперты оспаривают подлинность работы, приобретённой Лондонской национальной галереей в 1980 году.

## Описание
На картине запечатлён библейский эпизод, в котором Самсон засыпает на коленях у Далилы. Подвиги Самсона описаны в библейской Книге Судей (гл. 13-16). Он происходил из колена Дана, наиболее страдавшего от порабощения филистимлян. Самсон вырос среди рабского унижения своего народа и решил отомстить поработителям, чего и достиг, совершив множество избиений филистимлян. Будучи посвящёным Богу в качестве назорея, он носил длинные волосы, служившие источником его необычайного могущества. Самсон поддался страсти к коварной филистимлянке Далиле (в русской традиции Далида), обещавшей филистимлянским правителям за вознаграждение выведать, в чём сила Самсона. После трёх неудачных попыток ей удалось узнать секрет его силы. «И усыпила его [Далида] на коленях своих, и призвала человека, и велела ему остричь семь кос головы его. И начал он ослабевать, и отступила от него сила его.» (Суд. 16:19) Утративший свою силу Самсон был захвачен филистимлянами, ослеплён, закован в цепи и брошен в темницу.
Рубенс использует библейских героев как исторических персонажей, не придавая им религиозного смысла. Основная сцена картины состоит из четырёх ярко освещённых лиц. Мускулистый Самсон уснул на коленях у Далилы, которая смотрит, как пришедший филистимлянин обрезает ему волосы — источник силы Самсона. Четвёртое действующее лицо — старуха-сводница, отсутствующая в библейском тексте. Рубенс перенёс место действия в бордель. Красное платье Далилы символизирует страсть и последующие кровавые события. Помимо изображения основного эпизода, Рубенс намекает на то, что должно произойти с Самсоном дальше. Так, в дверях видны солдаты с орудиями для ослепления.
В нише на заднем плане видна статуя римской богини любви Венеры с Купидоном, наклон головы которой повторяет позу Далилы.

## История и вопрос о подлинности
Работа была написана Рубенсом по заказу бургомистра Антверпена Николааса Рококса. Картина была установлена на двухметровой высоте над каминной полкой в резиденции Рококса. В 1641 году имущество умершего бургомистра было продано на благотворительном аукционе, и картину приобрёл неизвестный покупатель.
«Копия Самсона Рубенса» (нидерл. Samsom nae Rubens) упоминается среди имущества умершей в 1655 году Марии Моретус, вдовы печатника. Её внучка Йоханна Катарина унаследовала «работу Рубенса» (schoustuck van Rubens) в 1678 году. В 1699 году муж Йоханны продал «Самсона и Далилу» братьям Форхондт. В 1700 году князь Лихтенштейна Иоганн Адам приобрёл у них эту картину. В каталогах коллекции князя авторство «Самсона и Далилы» приписывалось Яну ван ден Хукке. В 1881 году князь Лихтенштейна Иоганн II продал эту картину, и она была отправлена в Париж.
В 1929 году искусствовед Людвиг Бурхард атрибутировал работу, которая хранилась у бразильского реставратора Гастона Леви, как принадлежащую кисти Рубенса, после чего её приобрёл табачный магнат Август Нойербург. В 1980 году наследники Нойербурга продали «Самсона и Далилу» Лондонской национальной галерее на аукционе «Сотбис» за 2,3 миллиона фунтов стерлингов. Картина стала третьим по стоимости произведением искусства на тот момент.
Подлинность приобретённого Лондонской национальной галереей полотна ставится под сомнение. После смерти Бурхарда выяснилось, что он некорректно приписал авторство Рубенса по меньшей мере 75 картинам. Эксперты указывают на не свойственные художнику цвета, композицию и манеру письма, отсутствие кракелюра. В нижнем правом углу полотна обрезана ступня Самсона, целиком изображённая на картине Франса Франкена и гравюре Якоба Матама. Доска, на которой написана картина, стёсана до толщины в 1,5—3 мм и наклеена на современный щит толщиной около 11,4 мм, хотя перед аукционом говорилось о её полной сохранности и толщине в 25—40 мм.
В 1997 году Лондонская национальная галерея пообещала провести публичное обсуждение доводов против подлинности работы, что так и не было сделано. В 2021 году картина была изучена с применением свёрточных нейросетей, и вероятность авторства Рубенса была оценена примерно в 8 %. Искусствовед Евфросиния Доксиади предполагает, что Гастон Леви мог написать копию работы Рубенса во время обучения у художника Жуакима Сорольи.

## Материалы для рисования
Картина была очищена и исследована Лондонской национальной галерей в 1983 году. Она примечательна мастерской и тщательной росписью драпировок и отсутствием синих пигментов. Рубенс использовал кармин (кермес), свинцово-оловянно-желтый, киноварь и охру в дополнение к свинцовым белилам и угольно-черному цвету.

## Библейские сюжеты у Рубенса
- Сусанна и старцы, 1608
- Лот с семьёй покидает Содом, 1615
- Давид отрубает голову Голиафу, 1616
- Бегство Лота, 1622
- Встреча Иакова и Исава, 1624
- Авраам и Мельхиседек, 1625
- Поклонение волхвов, 1634
- Вирсавия у фонтана, 1635